# 里奧巴納納爾
19°15′54″S 40°19′58″W / 19.26500°S 40.33278°W

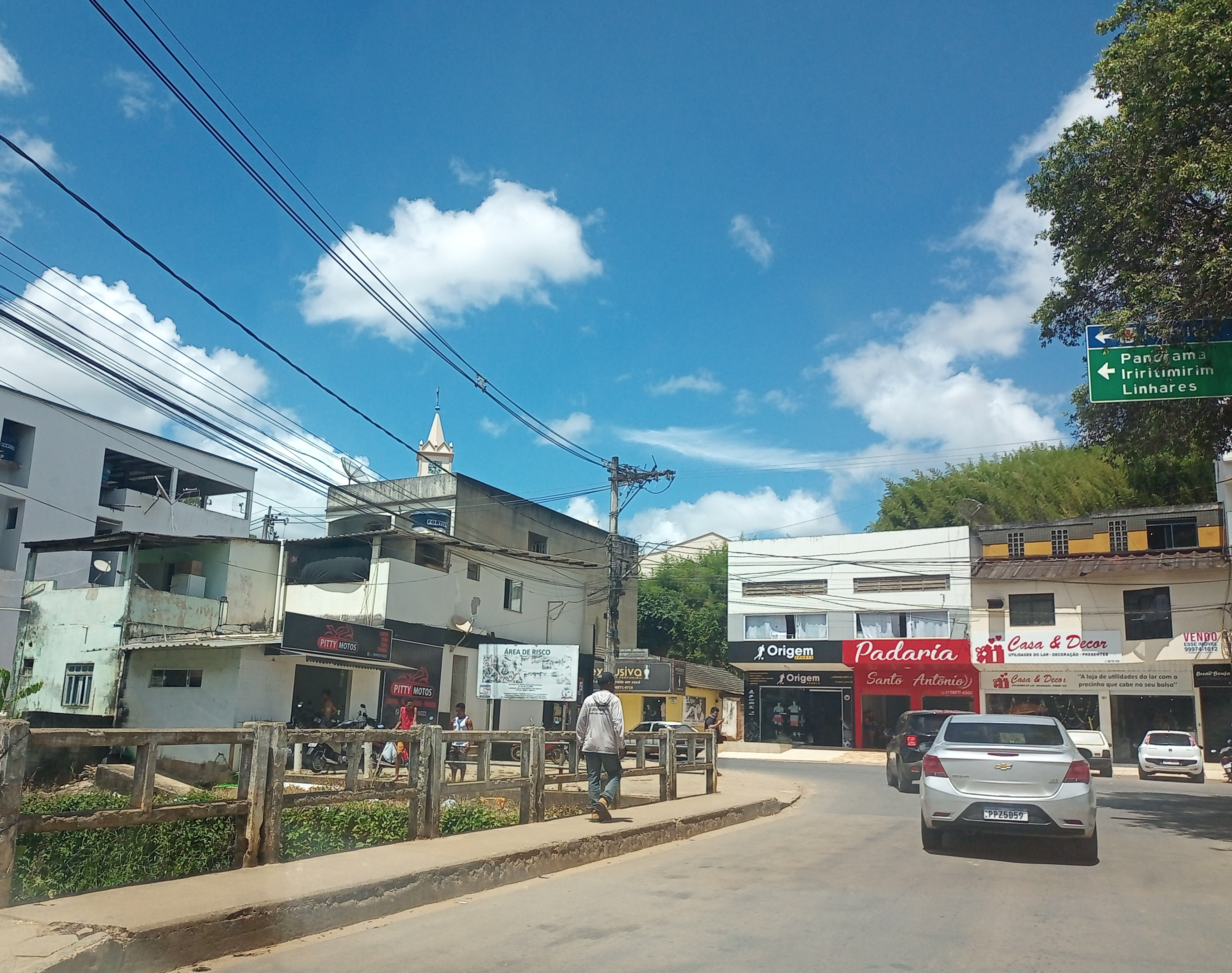
里奧巴納納爾

里奧巴納納爾（葡萄牙語：Rio Bananal），是巴西的城鎮，位於該國東南部，由聖埃斯皮里圖州負責管轄，始建於1979年9月14日，面積645平方公里，海拔高度95米，2013年人口18,892，人口密度每平方公里29.27人。